# Березник (Труфаногорский сельсовет)
Березник — деревня в Пинежском районе Архангельской области. Входит в состав Пинежского сельского поселения.

## География
Деревня расположена в восточной части области на расстоянии примерно в 54 километрах по прямой к северо-западу от районного центра села Карпогоры.
Часовой пояс
Деревня Березник как и вся Архангельская область, находится в часовой зоне МСК (московское время). Смещение применяемого времени относительно UTC составляет +3:00.

## Население
| 2002 | 2010 | 2012 |
| ---- | ---- | ---- |
| 0    | →0   | →0   |